# Ronde van Italië 1958
| Eindklassement      |                     |              |
| Algemeen klassement | Ercole Baldini      | 92h 09' 30"  |
| Tweede              | Jean Brankart       | + 4' 17"     |
| Derde               | Charly Gaul         | + 6' 07"     |
| Vierde              | Louison Bobet       | + 9' 27"     |
| Vijfde              | Gastone Nencini     | + 10' 36"    |
| Zesde               | Miguel Poblet       | + 11' 07"    |
| Zevende             | Jesus Loroño        | + 12' 12"    |
| Achtste             | Raphaël Geminiani   | + 13' 12"    |
| Negende             | Pasquale Fornara    | + 14' 13""   |
| Tiende              | Aldo Moser          | + 15' 00"    |
| Rode Lantaarn       | Charles Coste (77e) | + 4h 21' 08" |
| Puntenklassement    | Miguel Poblet       | 188 punten   |
| Tweede              | Ercole Baldini      | 144 punten   |
| Derde               | Jean Brankart       | 111 punten   |
| Bergklassement      | Jean Brankart       | 45 punten    |
| Tweede              | Ercole Baldini      | 39 punten    |
| Derde               | Charly Gaul         | 38 punten    |
| Ploegenklassement   | Carpano             | ?            |
| Tweede              | ?                   | ?            |
| Derde               | ?                   | ?            |

In 1958 ging de 41e Giro d'Italia op 18 mei van start in Milaan. Hij eindigde op 8 juni in Milaan. Er stonden 120 renners verdeeld over 15 ploegen aan de start. Hij werd gewonnen door Ercole Baldini.
Aantal ritten: 20

Totale afstand: 3342 km

Gemiddelde snelheid: 36,264 km/h

Aantal deelnemers: 120

## Belgische en Nederlandse prestaties
In totaal namen er 6 Belgen en 0 Nederlanders deel aan de Giro van 1958.

### Belgische etappezeges
- Willy Vannitsen won de 1e etappe van Milaan naar Varese.

### Nederlandse etappezeges
- In 1958 waren er geen Nederlandse etappezeges.

## Etappe uitslagen
| Datum  | Etappe    | Parcours                             | Afstand | Eerste                    | Tweede                   | Derde                     | Klassementsleider        |
| ------ | --------- | ------------------------------------ | ------- | ------------------------- | ------------------------ | ------------------------- | ------------------------ |
| 18 mei | etappe 1  | Milaan - Varese                      | 178 km  | Willy Vannitsen (Bel)     | Miguel Poblet (Spa)      | Giorgio Albani (Ita)      | Willy Vannitsen (Bel)    |
| 19 mei | etappe 2  | Varese - Comerio (tijdrit)           | 26 km   | Ercole Baldini (Ita)      | Miguel Poblet (Spa)      | Charly Gaul (Lux)         | Ercole Baldini (Ita)     |
| 20 mei | etappe 3  | Varese - Saint-Vincent               | 187 km  | Salvador Botella (Spa)    | Arnaldo Pambianco (Ita)  | Aldo Moser (Ita)          | Arnaldo Pambianco (Ita)  |
| 21 mei | etappe 4  | Saint-Vincent - Torino Superga       | 132 km  | Federico Bahamontes (Spa) | Charly Gaul (Lux)        | Jesús Loroño (Spa)        | Aldo Moser (Ita)         |
| 22 mei | etappe 5  | Turijn - Mondovì                     | 193 km  | Alfredo Sabbadin (Ita)    | Salvador Botella (Spa)   | Alessandro Fantini (Ita)  | Salvador Botella (Spa)   |
| 23 mei | etappe 6  | Mondovì - Chiavari                   | 258 km  | Silvano Ciampi (Ita)      | Sante Ranucci (Ita)      | Giovanni Pettinatti (Ita) | Giovanni Pettinati (Ita) |
| 24 mei | etappe 7  | Chiavari - Forte dei Marmi           | 115 km  | Guido Boni (Ita)          | Guido Carlesi (Ita)      | Giorgio Albani (Ita)      | Giovanni Pettinati (Ita) |
| 26 mei | etappe 8  | Viareggio - Viareggio (tijdrit)      | 59 km   | Ercole Baldini (Ita)      | Jean Brankart (Bel)      | Gastone Nencini (Ita)     | Giovanni Pettinati (Ita) |
| 27 mei | etappe 9  | Florence - Viterbo                   | 215 km  | Nino Defilippis (Ita)     | Vicente Iturat (Spa)     | Raphaël Geminiani (Fra)   | Giovanni Pettinati (Ita) |
| 28 mei | etappe 10 | Viterbo - Rome                       | 155 km  | Gastone Nencini (Ita)     | Walter Martin (Ita)      | Sante Ranucci (Ita)       | Giovanni Pettinati (Ita) |
| 29 mei | etappe 11 | Rome - Scanno                        | 225 km  | Nino Defilippis (Ita)     | Giuseppe Fallarini (Ita) | Germain Derycke (Bel)     | Giovanni Pettinati (Ita) |
| 30 mei | etappe 12 | Scanno - San Benedetto del Tronto    | 211 km  | Pierino Baffi (Ita)       | Alessandro Fantini (Ita) | Guido Boni (Ita)          | Agostino Coletto (Ita)   |
| 31 mei | etappe 13 | San Benedetto del Tronto - Cattolica | 192 km  | Guido Carlesi (Ita)       | Miguel Poblet (Spa)      | Jean Brankart (Bel)       | Agostino Coletto (Ita)   |
| 1 juni | etappe 14 | San Marino - San Marino (tijdrit)    | 12 km   | Charly Gaul (Lux)         | Jean Brankart (Bel)      | Ercole Baldini (Ita)      | Agostino Coletto (Ita)   |
| 2 juni | etappe 15 | Cesena - Bosco Chiesanuova           | 249 km  | Ercole Baldini (Ita)      | Jean Brankart (Bel)      | Silvestro La Cioppa (Ita) | Ercole Baldini (Ita)     |
| 3 juni | etappe 16 | Verona - Levico Terme                | 200 km  | Miguel Poblet (Spa)       | Joseph Planckaert (Bel)  | Giuseppe Carizzoni (Ita)  | Ercole Baldini (Ita)     |
| 5 juni | etappe 17 | Levico Terme - Bolzano               | 198 km  | Ercole Baldini (Ita)      | Louison Bobet (Fra)      | Nino Defilippis (Ita)     | Ercole Baldini (Ita)     |
| 6 juni | etappe 18 | Bolzano - Trente                     | 183 km  | Gastone Nencini (Ita)     | Vito Favero (Ita)        | Louison Bobet (Fra)       | Ercole Baldini (Ita)     |
| 7 juni | etappe 19 | Trente - Gardone Riviera             | 176 km  | Miguel Poblet (Spa)       | Germain Derycke (Bel)    | Gastone Nencini (Ita)     | Ercole Baldini (Ita)     |
| 8 juni | etappe 20 | Salò - Milaan                        | 176 km  | Miguel Poblet (Spa)       | Nino Defilippis (Ita)    | Armando Pellegrini (Ita)  | Ercole Baldini (Ita)     |

 winnaars · 
roze trui · 
  puntenklassement · 
  bergklassement · 
 jongerenklassement · 
 intergiro · 
 ploegenklassement · 
 strijdlust · 
 zwarte trui
Giro d'Italia Next Gen · Giro Donne · Cima Coppi
 Belgische rozetruidragers · etappewinnaars
 Nederlandse rozetruidragers · etappewinnaars
Mannen:
1909 · 
1910 · 
1911 · 
1912 · 
1913 · 
1914 · 
1919 · 
1920 · 
1921 · 
1922 · 
1923 · 
1924 · 
1925 · 
1926 · 
1927 · 
1928 · 
1929 · 
1930 · 
1931 · 
1932 · 
1933 · 
1934 · 
1935 · 
1936 · 
1937 · 
1938 · 
1939 · 
1940 · 
1946 · 
1947 · 
1948 · 
1949 · 
1950 · 
1951 · 
1952 · 
1953 · 
1954 · 
1955 · 
1956 · 
1957 · 
1958 · 
1959 · 
1960 · 
1961 · 
1962 · 
1963 · 
1964 · 
1965 · 
1966 · 
1967 · 
1968 · 
1969 · 
1970 · 
1971 · 
1972 · 
1973 · 
1974 · 
1975 · 
1976 · 
1977 · 
1978 · 
1979 · 
1980 · 
1981 · 
1982 · 
1983 · 
1984 · 
1985 · 
1986 · 
1987 · 
1988 · 
1989 · 
1990 · 
1991 · 
1992 · 
1993 · 
1994 · 
1995 · 
1996 · 
1997 · 
1998 · 
1999 · 
2000 · 
2001 · 
2002 · 
2003 · 
2004 · 
2005 · 
2006 · 
2007 · 
2008 · 
2009 · 
2010 · 
2011 · 
2012 · 
2013 · 
2014 · 
2015 · 
2016 · 
2017 · 
2018 · 
2019 · 
2020 · 
2021 · 
2022 · 
2023 · 
2024 · 
2025
Vrouwen:
1988 · 
1989 · 
1990 · 
1991 ·
1992 ·
1993 · 
1994 · 
1995 · 
1996 · 
1997 · 
1998 · 
1999 · 
2000 · 
2001 · 
2002 · 
2003 · 
2004 · 
2005 · 
2006 · 
2007 · 
2008 · 
2009 · 
2010 · 
2011 · 
2012 ·
2013 · 
2014 ·
2015 ·
2016 ·
2017 ·
2018 ·
2019 ·
2020 ·
2021 ·
2022 ·
2023 ·
2024 ·
2025